# Гаврош, Александр Дюлович
Александр Дюлович Гаврош (укр. Олександр Дюлович Гаврош; род. 26 марта 1971, Ужгород) — украинский журналист, писатель-прозаик, драматург.

## Биография
Родился 26 марта 1971 года в Ужгороде.
После окончания факультета журналистики Львовского национального университета имени Ивана Франко работал заведующим литературно-драматической частью Закарпатского областного украинского музыкально-драматического театра (2006—2007).
В период 2009 — 2010 годы занимался составлением серии «Украинская детская классика» в издательстве «Грани-Т». С послесловиями автора вышли книги серии, среди которых Николай Трублаини «Лахтак», Борис Комар «Векши», Юрий Смолич «Прекрасные катастрофы».
В качестве журналиста публиковался в закарпатских и всеукраинских СМИ. В 2011 году на второй летней литературной школе в городе Колочава выступил лектором. Является членом Ассоциации украинских писателей и Национального союза писателей Украины.
Произведения переведены на немецкий, белорусский, словацкий, сербский, польский языки. Повесть «Невероятные приключения Ивана Силы, самого сильного человека мира» была экранизирована в 2013 году.
Является основателем и сопредседателем журналистских клубов «Некие ужин» и «Театрал Закарпатья».

### Семья
- - Сын — Данило[6].

## Произведения

### Поэтические сборники
- «Фаллические знаки» ( «Днепр», 2005),
- «Тело лучницы» ( «Пирамида», 2006);
- «Коньяк с дождем» ( «Факт», 2009)

### Публицистические книги
- «Моя р-р-революция» ( «Карпатская башня», 2005),
- «Закарпатское столетие: ХХ интервью», («Художественная линия», 2006);
- «Точка пересечения», («Грани-Т», 2009)
- "Владыка Милан:« Свобода — это возможность выбирать добро», («Карпатская башня», 2009)
- «Блуждающий народ», («Нора-Друк», 2012)
- «Беседы с владыкой Миланом», («Лира», 2012)
- «Загадочный Духнович», («Лира», 2013)
- «В поисках Ивана Силы», («Учебная книга — Богдан», 2014)
- «Тайна Эрдели» («Издательство Александры Гаркуши», 2016)
- «Сказки и сказочники» («Учебная книга — Богдан», 2017)
- «Дубривка в прошлом и настоящем» «Издательство Александры Гаркуши», 2017)
- «Последний разбойник Николай Шугай» («Учебная книга — Богдан», 2018)
- «Закарпатье под прицелом: большая политика вокруг маленького края» ("Растр-7", 2018)
- «Тайна Эрдели» («Учебная книга — Богдан», 2018)

### Детские книги
- «Невероятные приключения Ивана Силы, самого сильного человека мира» ( «Издательство Старого Льва» 2007)
- «Приключения трижды славного разбойника Пинти» ( «Издательство Старого Льва» 2008)
- «Галуна-Лалуна или Иван Сила на острове Счастья» ( «Издательство Старого Льва» 2010)
- «Александр Гаврош о Григора Пинте, Александра Духновича, Ивана Силу, Адальберта Эрдели, Августина Волошина» ( «Грани-Т», 2011, Серия «Жизнь замечательных детей»)
- «Дед-Всевед» ( «Издательство Старого Льва» 2013)
- «Разбойник Пинтя в Заклятого городе» («А-ба-ба-га-ла-ма-га», 2013)[7][8][9]
- «Невероятные приключения Ивана Силы, самого сильного человека мира» (вторая редакция, дополненная) ( «А-ба-ба-га-ла-ма-га», 2014)[10]
- «Рождественская собачка» (Издательство «Учебная книга-Богдан», 2015)
- «Легенды Серебряной Руси» («Издательство Александры Гаркуши», 2015)[11]
- «Приключения трижды славного разбойника Пинти» (вторая ред., дополненая) («Учебная книга — Богдан», 2016)
- «Иван Сила на острове Счастья» (вторая ред.) («Учебная книга — Богдан», 2017)
- «Влюбленные сказки» («Издательство Александры Гаркуши», 2017)
- «Музей приключений» («Фолио», 2018)

### Проза
«Капитан Алоиз» (издательство «Учебная книга-Богдан»), серия «Украинский детектив», 2013)

### Переводы
- Саманта Рац-Стоилькович «Где-то около» (поэзии), перевод с бачвансько-руснацькои языка («Тиса», 2014)
- Евгений Шварц «Снежная королева» перевод на украинский язык (спектакль идёт сцене Закарпатского областного украинского музыкально-драматического театра)

### Составление
Составитель юмористических альманахов «Карпатский словоблуд» и «Карпатский блудослов».
Составитель издания «Украденная победа: хроника грубых выборов», «Мукачевская эпопея», «Закарпатье: 15 дел УСБУ", "Михаил Заяц  - наш человек в кино», «Закарпатская Шевченкиана», «Пространство ее жизни: Людмила Григаш», "Театральная беседа" (№37).

### Отдельные произведения в журналах
Также произведения печатались в журналах «Современность», «Киевская Русь», «ой», «Днепр», «Дукля», антологии «Белая книга любви», в альманах и сборниках  - «Джинсовое поколения »,« Корзо »,« Линии страсти »,« Мартовские коты »,« Поезд надежд и другие железнодорожные сообщения »,« Шоколадные стихи о любви »,« Водка для вратаря »(нем.),« Мама по скайпу »(укр . и нем.), «Цветочная антология», «Ода к радости».

## Экранизация произведений
1. 2013 — «Иван Сила» (полнометражный художественный фильм режиссёра Виктор Андриенко по повести «Невероятные приключения Ивана Силы, самого сильного человека мира»)
2. 2016 — «В поисках Ивана Силы» (документальный фильм режиссёра Максима Мельника по повести «Невероятные приключения Ивана Силы, самого сильного человека мира», телеканал «Тиса-1»)

## Театральные постановки произведений
1. 2010, март — «Ромео и Жасмин» (Киевский народный студенческий театр «Вавилон»[укр.], реж. Ирина Савченко)
2. 2010, май — «Ромео и Жасмин» (Днепропетровский драматический театр имени Т. Шевченко, реж. Анатолий Канцедайло)
3. 2011, октябрь — Детский мюзикл «Цирк Ивана Силы» (Закарпатский областной театр кукол «Бавка», реж. Наталья Орешникова)
4. 2012, ноябрь — «Трижды славный разбойник Пинтя» по пьесе «Разбойник Пинтя заклятого городе» (Закарпатский областной театр кукол «Бавка», реж. Олег Жюгжда)
5. 2013, март — «Майне либе Вера» (Закарпатский областной украинский музыкально-драматический театр)
6. 2014, март — «Дневник рядового Т.» (Киевский национальный университет театра, кино и телевидения имени И. К. Карпенко-Карого, реж. Евгений Нищук)
7. 2015, ноябрь — «В Париже хорошее лето…» (Закарпатский областной украинский музыкально-драматический театр, реж. Анатолий Филиппов)
8. 2018, март — «Вуйцьо с крыльями» (Закарпатский областной украинский музыкально-драматический театр, реж. Александр Саркисьянц)
9. 2018, май — «Князь Корятович» (Мукачевский драматический театр, реж. Евгений Тищук)

## Награды и признание

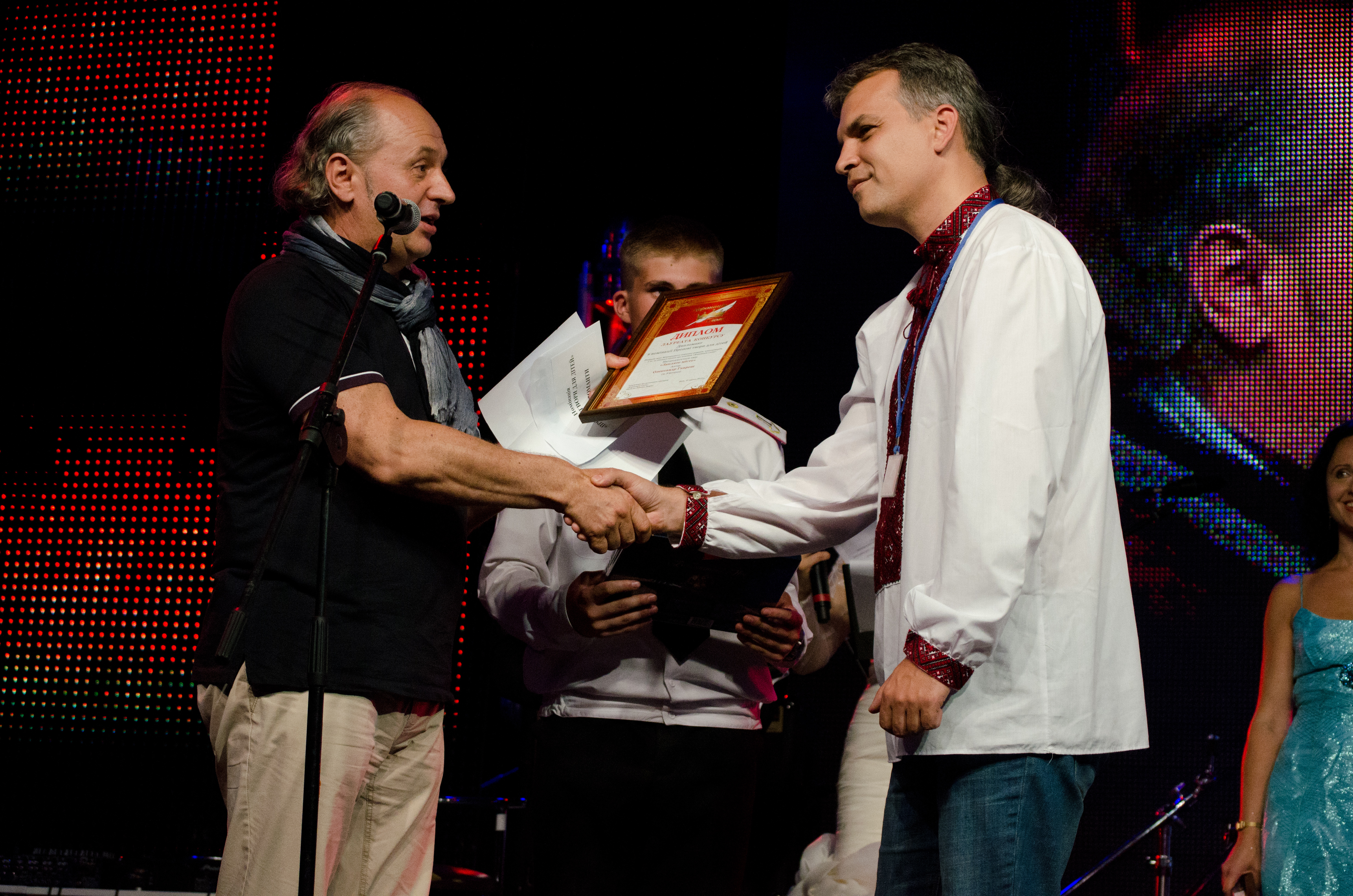
Александр Гаврош получает диплом из рук Ивана Малковича на «Коронации слова 2013»

- 2007 — II место на «Коронации слова» в номинации «Драматургия» за пьесу «Ромео и Жасмин»[12]
- 2008 — Дипломант «Коронации слова» за пьесу «В Париже красное лето…»
- 2008 — Лауреат X-го всеукраинского рейтинга Книга года в номинации «Детский праздник — Произведения для средних и старших школьников» за повесть «Невероятные приключения трижды славного разбойника Пинти»
- 2009 — Лауреат журналистской премии имени Иосифа Терели
- 2009 — Дипломант конкурса «Золотой аист» за изысканную интерпретацию закарпатских легенд в «Сказаниях Серебряной Руси»
- 2010 — Дипломант конкурса «Коронация слова» в номинации «Романы» за произведение «Галуна-Лалуна» (награждён специальной наградой «Выбор издателей»)
- 2011 — I место на «Коронации слова» в номинации «Пьесы для детей» за пьесу «Цирк Ивана Силы»
- 2012, март — II место на международном конкурсе киносценариев к 200-летию Тараса Шевченко
- 2012, июнь — Пьеса «Ромео и Жасмин» представляла Украину на Международном театральном фестивале «Новые пьесы из Европы» в Висбадене (Германия)
- 2012 — Дипломант «Коронация слова» за роман «Капитан Алоиз»
- 2013, февраль — Финалист всеукраинского конкурса репортажистикы «Заступник» (шорт-лист)
- 2013 — Дипломант «Коронации слова» в номинации «Детская проза» за роман «Разбойник Пинтя заклятого городе»
- 2013 — Лауреат «КорнийЧуковськой премии» за детскую пьесу «Когда звезда ясна…» (Рождественская мистерия)
- 2013 — Лауреат Закарпатской областной премии в области литературы имени Фёдора Потушняка в жанре «Детская литература» за книгу «Дед-Всевед»
- 2013 — Победитель Национального конкурса «Лучшая книга Украины» в номинации «Проза» за книгу «Дед-Всевед»
- 2014 — II место «КорнийЧуковськой премии» в номинации «Проза для детей старшего возраста» за «Сказание Серебряной Руси»
- 2015 — Лауреат Закарпатской областной премии в области литературы имени Фёдора Потушняка в жанре «Драматургия» за пьесу «Князь Корятович»
- 2016 — Лауреат премии имени Михаила Лучкая Мукачевской греко-католической епархии за книги «В поисках Ивана Силы» и «Невероятные приключения Ивана Силы»

## Факты
- Творчество Александра Гавроша вдохновило волынскую писательницу-прозаика Александру Гандзюк[укр.] на создание сборника эротических стихов «Беременная болью: ситуации» (укр. «Вагітна болем: ситуації»)[13]
- Эротические поэзии Александра Гавроша звучат в спектакле «Осторожно: женщины!» Закарпатского областного украинского музыкально-драматического театра по пьесе белорусского драматурга А.Курейчика
- Автор документального фильма о живописца и художника кино с Закарпатья: «Наш человек в кино. Заяц М. С. » (недоступная ссылка) (телеканал« Тиса-1 », 2012)
- Автор идеи и продюсер документального фильма «Маленькие истории Русского Керестур» о закарпатской диаспоре в Сербии, (телеканал «Тиса-1», 2013)
- Спектакль «Трижды славный разбойник Пинтя» Закарпатского областного академического театра кукол «Бавка» на всеукраинском смотре-конкурсе театров кукол УНИМА признана лучшей для детей среднего школьного возраста в сезоне 2012-2013 годов
- В 2014 году Закарпатская областная универсальная библиотека выдала библиографический указатель «Александр Гаврош: между журналистикой и литературой: 1992-2014», который содержит около полутора тысяч позиций закарпатской прессы (издательство «Лира», Ужгород).

## Ссылка
- Александр Гаврош на сайте издательства «А-ба-ба-га-ла-ма-га» Архивная копия от 12 октября 2019 на Wayback Machine
- Александр Гаврош на сайте «Буквоед» Архивная копия от 22 марта 2016 на Wayback Machine
- Александр Гаврош на сайте « Літакцент» Архивная копия от 20 июля 2016 на Wayback Machine
- Александр Гаврош: «Евнух не напишет эротических стихов» Архивная копия от 16 июня 2021 на Wayback Machine
- Александр Гаврош. «Приключения трижды славного разбойника Пинти» Архивная копия от 8 февраля 2020 на Wayback Machine
- Телекомпанія «М-студіо» Життєвий простір: Олександр Гаврош (укр.)
- Александр Гаврош.  Тайна Довбуша  Архивная копия от 19 февраля 2020 на Wayback Machine
- Конспект уроку з української літератури для 7-го класу за новою програмою Олександр Гаврош. Композиція твору «Неймовірні пригоди Івана Сили» Архивная копия от 7 августа 2016 на Wayback Machine (укр.)